# Chris Cheney

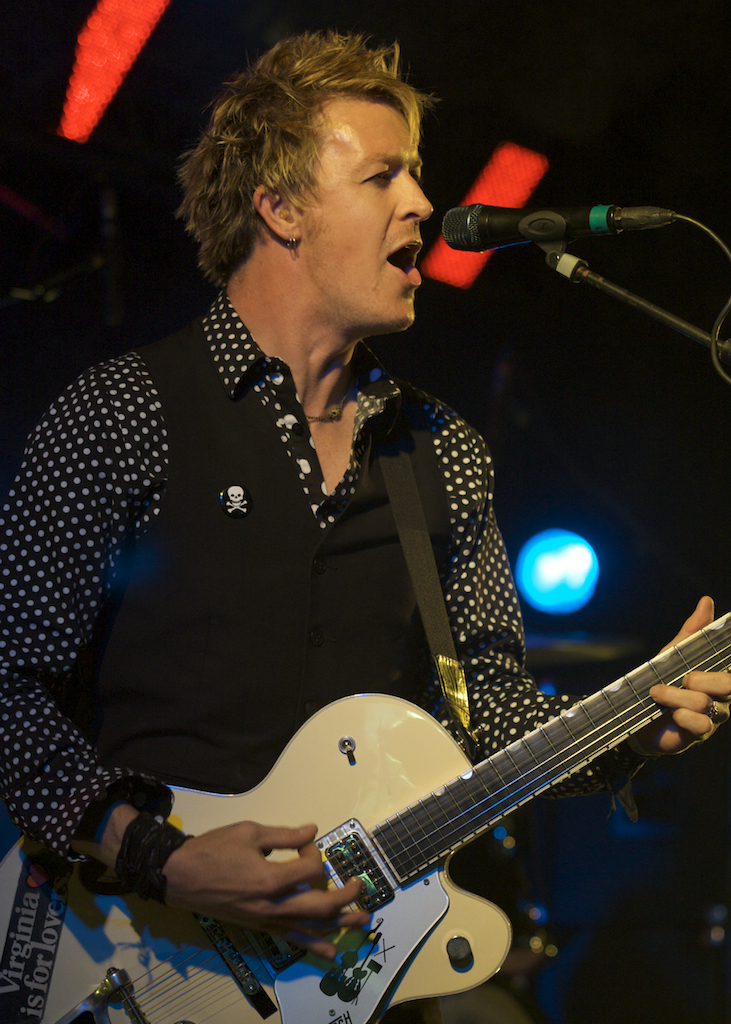
Chris Cheney, Nibe Festival 2009.

Chris Cheney (* 2. Januar 1975 in Melbourne) ist ein australischer Gitarrist und Frontmann der australischen Rockband The Living End.

## Leben
Cheney besuchte die Jells Park Primary School in Wheelers Hill in Melbourne und das Wheelers Hill Secondary College. Später studierte er Jazz.

## Karriere
Cheneys Karriere startete in den 1990er Jahren in der Coverband The Runaway Boys aus Melbourne, in der er mit dem Bassisten Scott Owen spielte.

### The Living End
1994 produzierten Cheney and Owen  ihre eigenen Songs. Sie gründeten The Living End und veröffentlichten nach 2 EPs 1998 ihr gleichnamiges Debüt-Album, dessen Single Second Solution/Prisoner of Society ihnen ihren ersten Erfolg brachte.

### Dies und Das
Am 17. Dezember 2005 spielte Chris Cheney auf der Bühne des Telstra Dome zusammen mit Green Day den Song I Fought For Law, der von Sonny Curtis von The Crickets stammt, und später von The Clash gecovert wurde.
2003 spielte Chris Cheney bei den australischen Rockveteranen You Am I auf dem Festival Big Day Out in Melbourne einen Song von The Clash als ein Tribute für Joe Strummer.
Seine Gitarre ist eine Gretsch „White Falcon“.